# Harald Küthmann
Harald Carl Albert Küthmann (* 31. Januar 1922 in Hannover; † 1. April 2013 in Memmingen) war ein deutscher Numismatiker.

## Leben
Harald Küthmann, Sohn des Museumsdirektors Carl Küthmann und seiner Ehefrau Hedwig, geb. Kusel, einer promovierten Klassischen Archäologin, besuchte seit 1931 das Ratsgymnasium in Hannover, nach der Entlassung seines Vaters und Umzug nach Grenzach von 1938 bis 1940 das Humanistische Gymnasium in Basel. Wegen Schließung der Grenze legte er im Frühjahr 1941 das Abitur am Gymnasium in Lörrach ab. Danach machte er zunächst eine Lehre als kaufmännischer Angestellter in Hannover.
Seit dem Wintersemester 1945/46 studierte er an der Universität Basel Klassische Archäologie, Alte Geschichte und Klassische Philologie. In Basel wurde er im Dezember 1953 mit einer Arbeit zur späthellenistisch-frührömischen Toreutik bei Karl Schefold promoviert. Vom 1. Januar 1954 bis zum 31. Dezember 1955 war er als wissenschaftlicher Mitarbeiter des Forschungsprojekts Fundmünzen der römischen Zeit in Deutschland tätig; vom 1. Januar 1956 bis zum 30. September 1957 als wissenschaftlicher Assistent an der römischen Abteilung des Römisch-Germanischen Zentralmuseums in Mainz. Seit dem 1. Oktober 1957 war er Konservator der antiken Münzen an der Staatlichen Münzsammlung München. Von 1969 bis zur Pensionierung Ende April 1984 war er Direktor dieser Sammlung. Er war Mitglied der Bayerischen Numismatischen Gesellschaft und lehrte auch als Gastdozent für Numismatik an der Universität München.

## Schriften
- Untersuchungen zur Toreutik des zweiten und ersten Jahrhunderts vor Christus. Dissertation Basel 1953 [1959] (S. 93 Lebenslauf).
- mit Paul Arnold und Dirk Steinhilber: Grosser deutscher Münzkatalog von 1800 bis heute. Battenberg, München 1970. 28. Auflage Battenberg, Regenstauf 2013.